# The Night of the Hunter
The Night of the Hunter is een Amerikaanse thriller uit 1955 onder regie van Charles Laughton. Het scenario is gebaseerd op de gelijknamige roman van Davis Grubb en het verhaal is geïnspireerd op ware gebeurtenissen.

## Verhaal
De zelfverklaarde prediker Harry Powell ontmoet in de gevangenis de ter dood veroordeelde bankovervaller Ben Harper. Om zelf de buit te bemachtigen terroriseert de prediker de weduwe en weeskinderen. Met de woorden LOVE en HATE getatoeëerd op de knokkels van zijn vingers slaat en zalft Powell de kinderen, huwt en vermoordt de weduwe en dwingt de kinderen op de vlucht in Virginia tijdens de Grote Depressie.

## Rolverdeling
| Acteur           | Personage      |
| ---------------- | -------------- |
| Robert Mitchum   | Harry Powell   |
| Shelley Winters  | Willa Harper   |
| Lillian Gish     | Rachel Cooper  |
| James Gleason    | Birdie Steptoe |
| Evelyn Varden    | Icey Spoon     |
| Peter Graves     | Ben Harper     |
| Don Beddoe       | Walt Spoon     |
| Billy Chapin     | John Harper    |
| Sally Jane Bruce | Pearl Harper   |
| Gloria Castillo  | Ruby           |